# Jakotina
Jakotina är ett vattendrag i Bosnien och Hercegovina.   Det ligger i entiteten Republika Srpska, i den centrala delen av landet, 110 km nordväst om huvudstaden Sarajevo.
Omgivningarna runt Jakotina är en mosaik av jordbruksmark och naturlig växtlighet. Runt Jakotina är det ganska tätbefolkat, med 67 invånare per kvadratkilometer.